# بين تومسون (لاعب هوكي الجليد)
بين تومسون هو لاعب هوكي الجليد كندي، ولد في 30 يونيو 1982 في Coaldale, Alberta ‏ في كندا.

## وصلات خارجية
- بين تومسون (لاعب هوكي الجليد) على موقع EliteProspects.com (الإنجليزية)
- بين تومسون (لاعب هوكي الجليد) على موقع Eurohockey.com (الإنجليزية)
- بين تومسون (لاعب هوكي الجليد) على موقع HockeyDB.com (الإنجليزية)